# 송정동 (광주광역시)
송정동(松汀洞)은 대한민국 광주광역시 광산구의 법정동이다.
송정동, 소촌동 일원이 솔머리안전마을로 지정되어 안전지도와 벽화, 표지판 등이 제작되었다. 송정공원과 송정도서관이 이 지역 주민들의 휴식처이자 지식의 배움터로 활용되고 있다. 5일장인 송정시장도 있는데, 광산구 각지로 나가는 시내버스와 나주시내, 노안, 영산포, 함평, 영광으로 나가는 버스가 이곳으로 모이기에 싱싱한 농어촌 특산품들을 접할 수 있다. 광산구 문화예술회관과 1913 송정역시장도 있다.

## 연혁
- 1397년 조선 태조에 축성된 전라도 병영, 곧 내상성이 있었음
- 구한말에 고내상면 고상,용보(用洑)리와 소지면 송정리가 있었음
- 1914년 4월 1일 송정, 월촌, 신덕, 선암, 신촌합병 송정면 관할

| 조선총독부령 제111호      |                                                                                |               |
| 구 행정구역               | 구 행정구역                                                                    | 신 행정구역   |
| 광주군 소지면(所旨面)     | 산수리(山水里), 강동리(江洞里), 서봉리(西峯里)                                 | 송정면 서봉리 |
| 광주군 소지면(所旨面)     | 탑동리(塔洞里), 선암리(仙巖里), 중보리(中洑里)                                 | 송정면 선암리 |
| 광주군 소지면(所旨面)     | 운수리(雲水里), 매방리(每方里), 사동리(寺洞里)                                 | 송정면 운수리 |
| 광주군 소지면(所旨面)     | 송정리(松汀里), 월촌리(月村里), 신덕리(新德里)                                 | 송정면 송정리 |
| 광주군 소지면(所旨面)     | 선계리(仙溪里), 상촌리(上村里), 소촌리(素村里), 신역리(新驛里), 남성리(南星里) | 송정면 소촌리 |
| 광주군 고내상면(古內廂面) | 도신리(道新里), 산암리(山巖里)                                                 | 송정면 도산리 |
| 광주군 고내상면(古內廂面) | 도상리(道上里), 도하리(道下里), 수성리(水城里)                                 | 송정면 도호리 |
| 광주군 고내상면(古內廂面) | 신촌리(新村里)                                                                 | 송정면 신촌리 |
| 광주군 우산면(牛山面)     | 서작리(西作里), 신기리(新基里)                                                 | 송정면 신촌리 |
| 광주군 우산면(牛山面)     | 동작리(東作里), 향약리(香約里), 당사리(堂沙里)                                 | 송정면 우산리 |
- 1935년 10월 1일 광산군 송정면 송정리가 됨
- 1937년 7월 1일 광산군 송정읍 송정리가 됨
- 1986년 11월 1일 송정읍이 송정시로 승격하여 원동으로 바꿈(원동元洞) 원1동,동부,상전,고내상,용보 포함, 중앙동 신설
- 1988년 1월 1일 광주직할시 편입(원동 그대로)
- 1988년 5월 1일 동 명칭 변경(원동 → 송정1동), 송정2동은 광산구 중앙동으로 편입
- 1989년 3월 12일 동 명칭 변경(중앙동 → 송정2동)
- 1998년 10월 15일 송정3동과 통폐합되어 송정2동이 됨
- 2007년 9월 1일 명칭 변경(동사무소 → 동 주민센터)
- 2018년 7월 31일 명칭 변경(동 주민센터 → 동 행정복지센터)
- 2022년 6월 13일 송정2동 행정복지센터 청사 이전(광산로30번길 65)

## 교육
- 송정중학교
- 송광중학교
- 광주마이스터고소프트웨어고등학교

## 교통
- 호남선 광주송정역
- 광주 1호선 광주송정역, 송정공원역

## 마을 유래
- 원동(元洞)
  - 조선시대 고상(古上)이라는 이름을 가졌던 마을이 원동일 것으로 추측하는데, 송정 시가지 중 가장 먼저 형성된 동부마을과 연관된 이름이라고 한다. 일제강점기에는 ‘본정5정목’, ‘원동’, 광복 후 ‘송정리 5구’, 1980년 ‘원동’으로 개칭했다. 일제강점기에는 지역에서 갑부로 불리던 아오야마(靑山仁平)가 마을 중간 즈음에 살았고, 대기농장(大崎農場)과 대촌정미소(大村精米所)가 넓게 자리를 차지했다고 한다. 송정중학교 자리에 동양척식회사가 있었고, 의료시설 효시라고 할 수 있는 뇌호(瀨戶)병원도 이곳에 있었다. 한국전쟁 당시 공비들의 기습으로 양곡 가공공장과 착유공장이 불에 타고 경찰관이 목숨을 잃은 일이 있었다. 원동경로당, 천주교 원동교회(원동성당) 등에 마을이름의 흔적이 남아있다. 1~3통이 원동지역이다.
- 동부(東部)
  - 송정 시가지 가운데 가장 먼저 형성된 자연마을로 시가지 제일 동쪽에 위치한다고 하여 ‘동부’라고 불렀다. 광복 후 송정리 5구에서 분동되며 ‘동부’라고 부르다 1980년 원2동, 1986년 송정시 승격에 따라 통합되어 원동, 1988년 광주시 편입 후 송정1동에 속하게 되었다. 일제강점기에는 일본인의 입촌을 거부했던 텃세 센 마을로 알려졌다. 광주학생운동을 이끈 주요 인물인 이경채(李景采)와 항일투사인 윤해병(尹海炳)이 이 마을 출신이다. 지명을 딴 동부파출소가 1953년 개소했으나 1985년 송정파출소(상무대로 342)로 이름을 바꿨고, 2019년 현재 위치로 이전했다. 4~6통, 17통이 동부지역이다.
- 상전(桑田)
  - ‘성동(城洞)’이라고 부르다 일제강점기 일본인 양잠농가가 조성한 뽕밭이 많아 ‘상전’이라고 했다. 일명 뽕나무 거리라고 불렀다. 이 마을에는 영광읍에 사는 조씨 성을 가진 부자(일병 조박사)가 이곳에 있는 농장을 관리하기 위해 지은 수십 칸에 달하는 저택이 있었다. 당시에는 한국인 지주 몇 사람과 일본인의 가옥 수채를 제외하고 영세농가와 시장 소상인 등 서민들이 밀집해 살았는데, 특히 농악을 잘하는 마을로 소문이 났다고 한다. ‘성안엣들’이라는 비옥한 논과 수량이 많고 물맛이 좋기로 이름난 우물이 있었다. 1964년 비행장이 옮겨오면서 일부가 공항부지로 수용되었다. 7~8통이 상전이다.
- 고내상(古內廂)
  - 조선 초 병영이 있던 곳이어서 ‘고내성(古內城)’이라고 하다 ‘고내상’으로 바꿔 부르게 되었다. 용보마을과 함께 조선시대 호구조사에도 등장한다. 공항이 들어서기 전까지 전형적인 농촌의 모습으로 인구수도 많지 않았으나 일제강점기 도시가 팽창하며 가구 수가 늘었다. 그러나 공항이 옮겨오며 마을 대부분이 공항 부지로 편입되었다. 지금은 메워져 흔적도 없지만 마을 동쪽에 ‘해오리 방죽(일명 고냇방죽)’이라는 깊고 넓은 지소가 있었는데, 해오라기가 많이 살아 붙은 이름이었다고 한다. 고내상성지는 광주시 문화재자료로 지정되어 있지만 제대로 된 흔적을 찾아보기 어렵다. 9통, 12통, 14통, 18~19통이 고내상 지역이다.
- 용보(用洑)
  - 조선시대 호구조사에는 ‘용보(龍洑)촌’으로 기록되어 있는데, 일제강점기 기록에는 ‘용보(用洑)’로 한자가 바뀌어져 있다. 조선시대에는 일명 ‘성내(城內)’로 불렸으나, 황룡강물을 송정평야에 관개하는 큰 ‘봇도랑’이 마을 안을 관류한다 하여 용보(用洑)라 부르게 되었다고 한다. 비행장이 건설되고 미군이 주둔하며 상가가 번성하여 ‘개도 달러를 물고 다닌다’고 할 정도로 한때 호황을 누렸지만, 미군이 철수함에 따라 쇠락했다. 마을 남쪽에 ‘한새골’이라는 넓은 들이 있었는데, 국원(國元)이라는 일본인 농가가 있었다. 당시로서는 드물게 고등채소를 재배했는데, 벼농사 일변도에서 벗어나는 요인이 되었다고 한다. 10~11통, 13통, 15~16통, 20~22통이 용보마을이다.
- 명동(明洞)
  - 지역에서 가장 번화한 도심지라 하여 서울 명동에 비유해 붙인 이름이다. 광복 후 송정1구, 2구로 분동되었으나 읍 의회의 결의로 ‘명동’으로 개칭되었으며, 1980년 명1동, 명2동으로 분동되었다. 1986년 송정시 승격에 따라 ‘중앙동’으로, 1989년 ‘송정2동’으로 개칭되었다. 명동은 일제강점기 호남선 철도가 개통되며 생성된 마을이다. 송정면사무소, 경찰관주재소가 세워지며 행정 중심지가 되었으며, 많은 일본인들이 상점을 냈다. 일제강점기 문을 연 욱좌(旭座) 자리를 이어받은 송정극장과 동양극장이 지역 문화공간으로 사랑받았으나 시대가 변하며 사라졌다. 상가가 조성되며 전형적인 마을 모습은 점점 사라지고 있지만 명동이라는 지명을 붙인 상가들이 아직 남아있다. 1~3통, 5~6통, 16통이 속한다.
- 영동(榮洞)
  - 송정4구로 불리다 1980년 ‘영동’으로 개칭된 것인데, 마을의 번영과 발전을 염원하는 의미가 담겼다. 1986년 송정시가지의 중앙이라 하여 ‘중앙동’의 일부가 되었으며, 1989년 ‘송정2동’으로 다시 바뀌었다. 송정리역이 개통되면서 물류수송을 영산포 바닷길이 아니라 송정리역 철도를 이용하게 되면서 일대 변화가 시작되었다. 선암장이 옮겨오며 ‘송정장’이 지역 대표시장으로 성장하였으며 특히 우시장이 유명했다. 이로 인해 육류 부산물을 활용한 음식도 발달했다. 송정시장은 이후 명동지역인 지금의 위치로 옮겼다. 명동에 비해 단독주택이 많이 남아있고, 경로당도 있다. 100년 넘는 좁은 골목길도 아직 살아있다. 행정구역으로 7통, 10~12통이 영동마을에 속한다.
- 호남동(湖南洞)
  - 1960년 읍의회의 결의에 따라 호남선 이름을 따 ‘호남동’이라고 했다. 일제강점기에 형성된 마을로 역 앞에는 여관과 요정 등이 있었는데, 한국전쟁 후에는 요정이 철수한 자리에 전쟁고아를 수용하기 위한 백선고아원이 생겼다. 홍등가로 유명했던 1003번지도 있다. 과거 송정리역 앞 광장은 모금, 행사, 집회 등이 개최되며 나라의 굵직한 행사가 있을 때마다 희로애락을 함께 나누는 집결장소로 지역민의 사랑을 받았다. 당시 역 주변에 많았다는 국밥, 국수집은 일부 지금도 명맥을 이어가고 있다. 인근에는 일제강점기에 지은 철도관사가 남아 있었는데, 2021년 렌터카업체의 주차장으로 바뀌었다. 호남동은 13~15통, 17통이 해당된다.
- 신1동(新1洞)
  - 조선시대 소지면에 속했던 지역으로 원래 이름은 ‘새터’이나, 20세기 초 새터와 입향조 한덕운의 이름을 따 신덕(新德)으로 불렀다. 조선 후기 청주 한씨 한수명이 소촌동으로 옮겨온 뒤 후손이 번성하자 고손(高孫)인 한덕운 형제들이 1835년경 지금의 금호타이어 공장 부근에 정착했다고 한다. 호남선이 개통되며 철도 건너편에 위치하게 되면서 송정시가지와 분리되었다. 일제강점기에 일본인이 딸기, 양배추 등을 재배하는 농장이 있어 초여름에는 딸기밭을 찾는 인파가 장사진을 이루었다고 한다. 대부분 21통에 속하며 금호타이어와 담이 맞닿아 있는 지역도 포함된다. 신1동과 신2동은 호남선 철로를 경계로 나눠진다.
- 신2동(新2洞)
  - 조선시대 소지면에 속했던 지역으로 1937년 읍의회 결의로 1구, 2구로 나뉘었다. 호남동, 송정3동으로 바뀌었다가 1988년 송정2동에 속하게 되었다. 1938년 안동 장씨 장금년이 무안에서, 1940년경에는 해주 오씨 오천수가 소촌동에서 이주해 오면서 마을이 형성되었다. 이 지역이 시가지로 발전한 것은 광복 이후였는데, 광주공항이 건설되며 공항부지로 수용된 지역에서 대거 이주해왔다. 이곳에는 옛날 큰 창고가 있었으며, 한국전쟁 당시 이 주변으로 4,000여명에 이르는 북한 탈출 피란민이 정착했다. 8~9통, 18~20통이 신2동에 속한다. 원동천주교회에서 분리되어 1965년 설립된 신동 천주교회가 있다.

## 주거
| 단지명              | 건설사         | 시행사                    | 주소                      | 입주        | 비고 |
| ------------------- | -------------- | ------------------------- | ------------------------- | ----------- | ---- |
| 송정 라인2차        | 라인건설㈜     | 대양토건㈜ 남해종합건설㈜ | 광산구 상무대로 137-2     | 1997년 6월  |      |
| 광주송정역 모아엘가 | ㈜혜림건설     | ㈜나린                    | 광산구 평동로1101번길 40  | 2018년 6월  |      |
| 모아                | 모아주택산업㈜ | 모아주택산업㈜            | 광산구 송도로320번길 16-6 | 1997년 9월  |      |
| 온세계 아이조움     | ㈜온세계건설   | ㈜온세계건설              | 광산구 송정로 80          | 2004년 12월 |      |
| 상아                | 상아주택㈜     | 상아주택㈜                | 광산구 도산신송길 31      | 1996년 3월  |      |
| 대화                | 대화종합건설㈜ | 대화종합건설㈜            | 광산구 송도로212번길 31-8 | 1998년 3월  |      |
| 금강 3차            | 금강종합건설㈜ | 금강종합건설㈜            |                           | 2000년 1월  |      |

## 유적
- 고내상 성지
  - 송정동에 있었던 성터로 태조 6년인 1397년 전라도 병영을 설치하면서 쌓았다가 1471년 강진 병영성으로 옮기면서 쓰임새를 잃고 방치되었다. 신증동국여지승람에는 돌로 쌓은 성으로 둘레가 1,681척(古內廂城 在縣西三十里 石築周一千六百八十一尺)이라고 기록되어 있으나 토성 일부만 남아 광주시 문화재자료로 지정되었다. 당시 남아있는 성터의 길이가 170m, 높이 1.45m로 흙을 일정한 두께로 다져 쌓았음을 볼 수 있었다는데 2022년 현재 그 자취를 찾아보기 어렵다. 옛 자료에는 용보촌, 상전, 고내상 일대에 있었다고 하는데 일부는 군공항에 편입된 것으로 보이며, 안내팻말도 사라져 지금은 정확한 위치도 알 수 없다. 주변에 성동마을, 성안엣들, 성너맷들이라는 성과 관련된 지명이 남아 있다.